# گینگن آن در برنتس
شهر گینگن آن در برنتسدر ایالت بادن-وورتمبرگ در کشور آلمان واقع شده‌است.